# Руде волосся

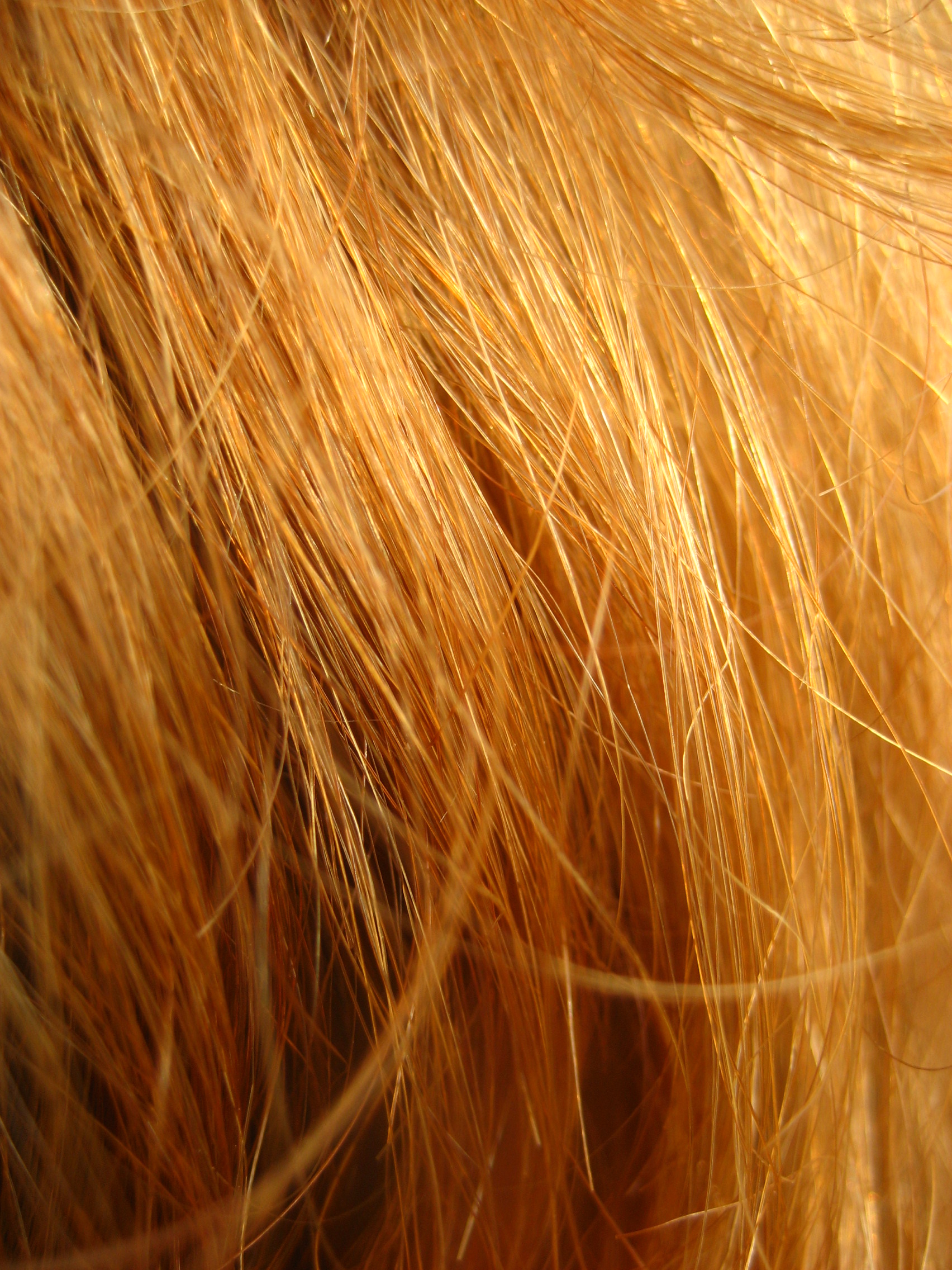
Руде волосся

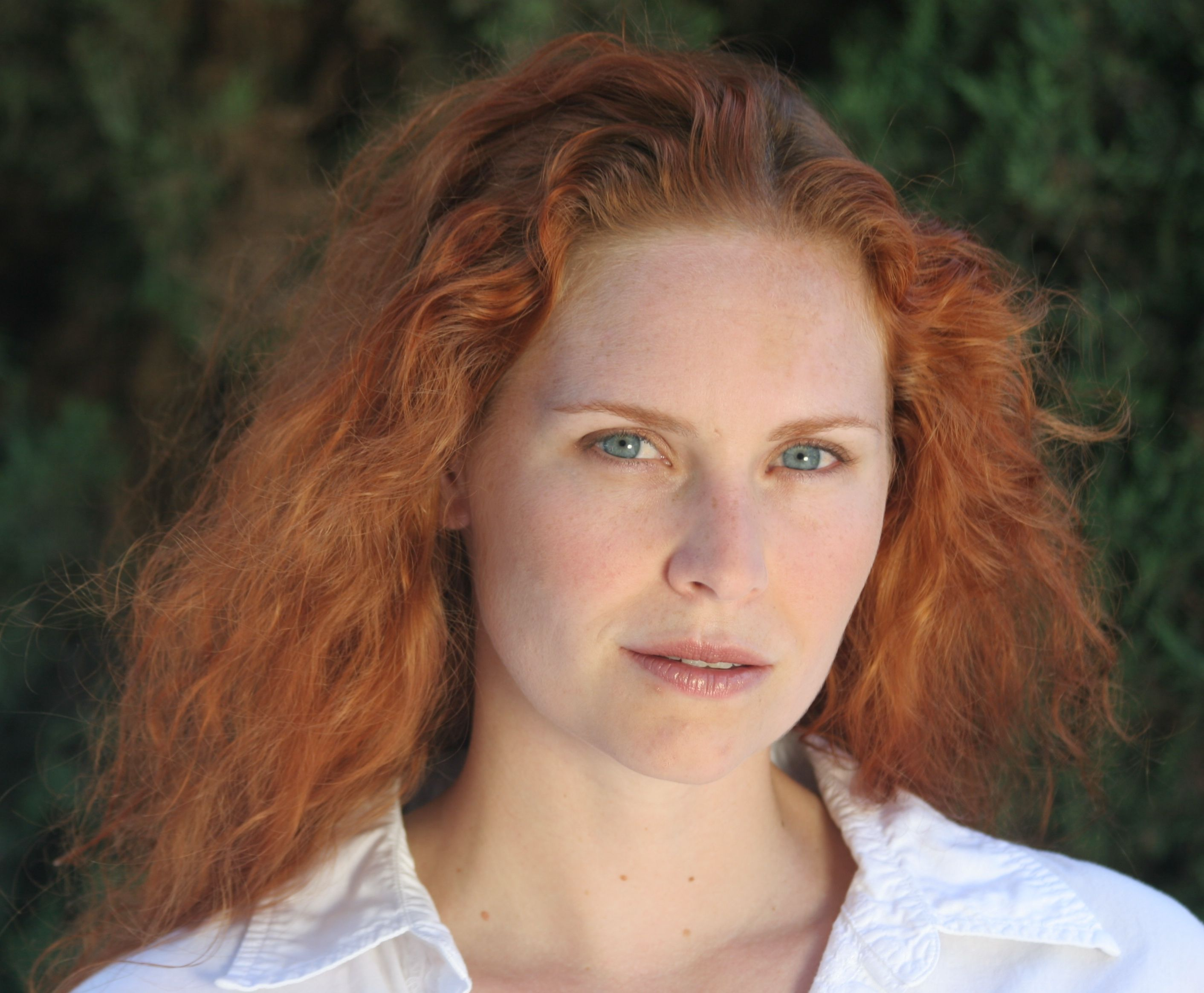
Жінка з натуральним рудим волоссям

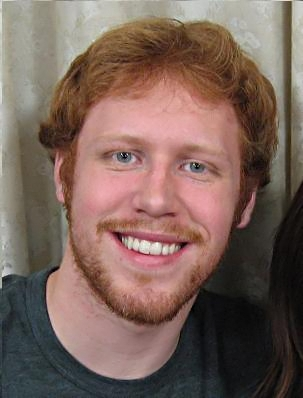
Чоловік з натуральним рудим волоссям

Рудий колір волосся зустрічається в природі приблизно в 1-2% людей, частіше (2-6%) у людей північно- та західноєвропейського походження. 
Жінок із рудим волоссям під час середньовічних полювань на відьом вважали відьмами і могли засудити до страти, використовуючи колір волосся як аргумент. 

## Механізм утворення
Рудий колір волосся і бліда шкіра у європейців пов'язані з мутаціями в гені меланокортинового рецептора (MC1R), які призводять до порушення балансу між синтезом чорно-коричневого та рудого різновидів пігменту меланіну (еумеланіну і феомеланіну відповідно). Цей рецептор, вмонтований в клітинну мембрану, реагує на зовнішній хімічний сигнал — альфа-меланоцит-стимулюючий гормон (а-МСГ) — і передає сигнал всередину клітини, в результаті чого в цитоплазмі синтезується циклічний аденозинмоно-фосфат (цАМФ) — універсальна сигнальна молекула, яка в свою чергу передає сигнал далі по естафеті іншим білкам і генам.
У європейців відомо кілька мутацій (алельних варіантів) гена MC1R, які кодують «ослаблений», тобто працюючий з низькою ефективністю, варіант рецептора. Люди, гомозиготні за цими алелями (тобто ті, у кого ослабленими є обидві копії гену), мають руде волосся і бліду шкіру.

## Еволюційне походження
У 2007 році велика група антропологів і молекулярних генетиків з Німеччини, Іспанії, Італії, Франції та США виділила з кісток двох  неандертальців фрагменти гена MC1R і визначила їх нуклеотидну послідовність. Один неандерталець жив у північній Італії 50 тис. років тому, інший — в Північній Іспанії 43 тис. років тому. Дослідники виявили в неандертальському гені одну відмінність від нашого: в позиції 919, де у нас стоїть аденін (А), у неандертальців виявився гуанін (Г). На рівні білка це призводить до заміни аргиніну (R) в позиції 307 гліцином (G). Умовне позначення такої заміни — R307G.
Послідовності гена MC1R прочитані у тисяч сучасних людей, і у всіх в позиції 919 знаходиться аденін. Дослідники про всяк випадок перевірили всіх, хто працювали з викопними кістками, включаючи себе, і ні в кого не знайшли алеля R307G. Це дозволяє відкинути версію про забруднення проб молекулами ДНК сучасних людей. Навіть якщо в сучасній людській популяції і присутній алель R307G, то він настільки рідкісний, що імовірність його потрапляння в викопні рештки обох неандертальців нікчемна. Таким чином, гуанін в 919-й позиції — характерна особливість неандертальців. Це можна пояснити і посмертними перетвореннями ДНК («посмертними мутаціями»), тому що в ході таких мутацій гуанін може стати аденіном, а цитозин — тиміном, однак аденін, мабуть, не може перетворитися на гуанін. Принаймні такі випадки дотепер не були зареєстровані. 
Щоб з'ясувати, як впливає «неандертальська» мутація на функцію меланокортинового рецептора, неандертальський ген був штучно впроваджений у клітини африканської зеленої мавпи, що розмножуються в культурі (на рівні окремих клітин гібриди мавпи і неандертальця вже отримані). На ці клітини потім впливали гормоном а-МСГ і дивилися, наскільки підвищиться концентрація цАМФ в цитоплазмі.  
З'ясувалося, що неандертальська мутація призводить до значного зниження ефективності роботи рецептора. Цим же способом автори перевірили кілька алелей MC1R, характерних для сучасних рудоволосих людей. Виявилося, що ефективність рецепторів, кодованих цими алелями, точно так само знижена в порівнянні з «диким типом» (тобто з алелями, характерними для нерудих людей). За ефективністю роботи рецептора «неандерталський» і «сучасні руді» варіанти гена статистично не розрізнялися. 
Автори розрахували, що на основі отриманих результатів можна стверджувати, що з імовірністю 95% не менше 1% неандертальців були рудими, тобто гомозиготними за «гуаніновим» алелелем. Хоча вони запросто могли бути рудими поголовно — отримані результати не суперечать такому припущенню.
Мабуть, неандертальці, корінні жителі Європи, і сапієнси, що прийшли туди набагато пізніше, надбали світлошкірість і рудоволосість незалежно одні від одних. Про це свідчить те, що мутації, які послабили меланокортиновий рецептор, у двох наших видів виявилися різними. Поширення мутацій могло бути зумовлене тим, що в Європі, на відміну від  африканської прабатьківщини, не такий значний ризик отримати рак шкіри через ультрафіолетове випромінювання (темна пігментація захищає шкіру від ультрафіолету). Крім того, такі мутації могли бути корисні європейцям, оскільки сприяли синтезу вітаміну D, чим захищали людей від рахіту в умовах нестачі сонячного світла.